# Guiyu (pueblo)
Guiyu léase:Kui-yii (en chino, 贵屿; pinyin, Gùiyǔ) es un poblado ubicado en el distrito de Chaoyang, en la provincia de Cantón, China. Localizada en el sudeste del país, la ciudad posee una población de 150.000 habitantes. Se le considera el centro de desechos electrónicos más grande del mundo.

## Desechos electrónicos
En diciembre de 2001, se realizó por primera vez, un estudio sobre la situación de la ciudad, en manos de la organización Basel Action Network (BAN), y se filmó el documental Exporting Harm. Los temas de salud y medio ambiente expuesto en él, además de los subsiguientes estudios llamaron la atención de diversos organismos internacionales, tales como Basel Action Network seguidos por Greenpeace, el Programa de las Naciones Unidas para el Medio Ambiente (UNEP) y la Convención de Basilea.
Guiyu tiene 5.500 empresas de las cuales muchas son talleres familiares, encargadas de desmantelar equipos electrónicos de los que se extraen plomo, oro, cobre y otros metales valiosos. Estas empresas dan trabajo a decenas de miles de personas que desmantelan 1,5 millones de libras por computadores en desuso, celulares y otros equipos electrónicos cada año. Varios países desarrollados como Estados Unidos envían sus desechos electrónicos a países en desarrollo como en esta parte de China que, al ser muy pobre, les resulta más barato y seguro su desmantelamiento. A pesar de que conocen las terribles consecuencias en la salud y el medio ambiente, estas regiones confían en que estas empresas contribuyen en la economía de su región. La contaminación producida por estas descargas han provocado que el 80% de los niños tengan elevados niveles de plomo en su sangre.
En 2008, un estudio titulado "Heavy Metals Concentrations of Surface Dust from E-Waste Recycling and Its Human Health Implications in Southeast China" (en español: "Concentraciones de metales pesados en el polvo de la superficie del reciclaje de desechos electrónicos y sus implicaciones para la salud humana en el sudeste de China"), examinó el medio ambiente y el riesgo en la salud en los habitantes de Guiyu, recolectando muestras de basura de los talleres, caminos, patios de escuelas y mercados libres donde se vende pescados, verduras y carnes. El estudio arrojó que en los talleres existían elevados niveles de plomo, cobre y zinc. En los patios de las escuelas hay altos niveles de plomo y cobre. El níquel está presente en muchos lugares donde los niños comen (además de estar expuestos a basura contaminada). Los mercados están contaminados de plomo, zinc, níquel y cobre. Estos productos están envueltos en bolsas de plástico que a su vez se contaminan por estar en contacto con el suelo.
Finalmente, esta ciudad se ha convertido en un verdadero laboratorio para los toxicólogos. Son 52 km² de miles de toneladas de basura electrónica. Los niveles de plomo y cobre son 300 veces más elevadas que en otras ciudades que se encuentran a una decena de kilómetros.
Esta contaminación es mucho más peligrosa en menores de 6 años, debido a que afecta a su sistema neurológico, además de su normal desarrollo físico y hasta podría llegar a ser fatal. El plomo provoca daños irreversibles en el desarrollo cerebral. Los síntomas del envenenamiento en los niños son: pérdida de peso, pérdida de apetito, fatiga, dolores estomacales y dificultades en el aprendizaje. En los adultos se presentan: hipertensión, disminución en la función cerebral, dolor y adormecimiento de las extremidades, pérdida de fuerza, dolores de cabeza, pérdida de memoria, desorden en el humor, problemas con la fertilidad, provocando incluso abortos espontáneos. También puede provocar daños renales y en el sistema nervioso en todas las personas expuestas a éste ambiente.
El agua en esa zona ya no es potable y tiene que ser transportada en camiones.

## En la cultura popular
- Parte de esta realidad se vio reflejada en el capítulo n°17 de la temporada n°5 de la serie CSI: Nueva York, titulado "Green Piece", emitido el 12 de marzo de 2009.

- La escritora Pilar Beceiro publicó en 2003 el libro Guiyu.

- En 2005, la banda italiana de electrónica Planet Funk, filmó y publicó el videoclip de su sencillo "Stop Me", donde se pudo evidenciar el entorno cubierto de desechos electrónicos.